# Débéré (Oursi)
Pour les articles homonymes, voir Débéré.
Débéré est une localité située dans le département d'Oursi, dans la province d'Oudalan, région du Sahel, au Burkina Faso.